# Laskowice Oławskie (gmina)
Laskowice Oławskie (od 1987 Jelcz-Laskowice) – dawna gmina wiejska istniejąca w latach 1945–1954 i 1973–1986 w woj. wrocławskim (dzisiejsze woj. dolnośląskie). Siedzibą władz gminy były Laskowice Oławskie (od 1987 dzielnica miasta Jelcz-Laskowice).
Gmina Laskowice Oławskie powstała po II wojnie światowej na terenie tzw. Ziem Odzyskanych (tzw. II okręg administracyjny – Dolny Śląsk). 28 czerwca 1946 gmina – jako jednostka administracyjna powiatu oławskiego – weszła w skład nowo utworzonego woj. wrocławskiego.
Według stanu z 1 lipca 1952 gmina składała się z 8 gromad: Brzezinki, Chwałowice, Dębina, Dziuplina, Grędzina, Kopalina, Laskowice Oławskie i Piekary. Gmina została zniesiona 29 września 1954 wraz z reformą wprowadzającą gromady w miejsce gmin.
Jednostkę reaktywowano 1 stycznia 1973 w tymże powiecie i województwie. 1 czerwca 1975 gmina weszła w skład nowo utworzonego (mniejszego) woj. wrocławskiego. 1 stycznia 1987 roku z obszaru wsi Jelcz (850 ha) i Laskowice Oławskie (910 ha) w obrębie gminy Laskowice Oławskie utworzono miasto Jelcz-Laskowice. Równocześnie zmieniono nazwę gminy na gmina Jelcz-Laskowice.
Zobacz też: gmina Jelcz, gmina Jelcz-Laskowice.